# Макаров, Николай Акимович
Николай Акимович Макаров (01.12.1905 — 26.06.1975) — начальник паровозной колонны № 3 особого резерва Народного комиссариата путей сообщения.

## Биография
Родился 1 декабря 1905 года в городе Витебске в семье железнодорожника.
В 1923 году пришёл работать на железнодорожный транспорт Трудовую деятельность начал техническим конторщиком на станции Витебск. Затем был весовщиком, смотрителем товарного двора, диспетчером, инструктором движения поездов.
В 1927—1929 годах служил в Красной Армии. В предвоенные годы прошёл путь от рядового движенца до начальника Витебского отделения движения Западной железной дороги. На эту должность был назначен в декабре 1940 года.
В июле 1941 году, когда противники оккупировали Витебск, Н. А. Макаров был направлен в аппарат уполномоченного наркомата по Западному фронту — начальника Западной железной дороги и возглавил отдел движения. В октябре назначен начальником военно-эксплуатационных отделения № 36 обслуживавшего участок Москва — Кашин. Железнодорожники московских ВЭО работали не щадя сил, обеспечивая первую победу над врагом у стен Москвы.
После расформирования Московского военно-эксплуатационное управления в марте-мае 1942 года работал в составе оперативной группы на Западном фронте, возглавлял отдел планирования перевозок управления Западной магистрали.
В мае 1942 года назначен начальником паровозной колонны №3 особого резерва наркомата, сформированной в паровозном депо имени Ильича Западной дороги из машинистов, помощников, старших и главных кондукторов, вагонных мастеров Западной и Белорусской дорог. Под руководством Н. А. Макарова ремонтники депо интенсивно восстанавливали паровозы. Колонна состояла из опытных железнодорожников, прошедших большую жизненную и производственную школу
В августе 1942 года паровозный парк колонны № 3 направился в район Сталинграда, где водил воинские эшелоны на участке Палласовка — Эльтон — Верхний Баскунчак — Пристань Ленинская. Только за август-сентябрь 1942 года под вражескими бомбёжками колонна провела 510 поездов. 232 раза локомотивы подвергались бомбардировкам с воздуха и 9 раз — артиллерийским налетам. Доставляли также нефтепродукты из Астрахани к Саратову. Поездным бригадам паровозной колонны № 3 приходилось в дороге бывать бессменно по 10-12 суток. Хроническая бессонница, холод, постоянное напряжение сопровождали их в пути. Но они стойко переносили все лишения и невзгоды, помня о главном — доставить грузы в срок.
В сентябре-декабре 1942 года Макаров возглавлял коллектив ВЭО-112. В начале 1943 года он возвратился в паровозную колонну № 3, которая в январе-феврале стала передовиком в соревновании среди всех колонн особого резерва НКПС. Личный состав колонны № 3 работал на магистралях Курской дуги, водя эшелоны для войск Центрального и Воронежского фронтов. За мужество и стойкость, проявленные при выполнении особых заданий наркомата путей сообщения в период Курской битвы, более 25 работников паровозной колонны особого резерва НКПС № 3 были отмечены знаками «Почетному железнодорожнику». Четверо железнодорожников начальник колонны № 3 Н. А. Макаров, также, машинисты В. И. Мурзич, А. А. Янковский, вагонникА. В. Глебов были удостоены званий Героя Социалистического Труда.
Указом Президиума Верховного Совета СССР от 5 ноября 1943 года «за особые заслуги в обеспечении перевозок для фронта и народного хозяйства и выдающиеся достижения в восстановлении железнодорожного хозяйства в трудных условиях военного времени» Макарову Николаю Акимовичу присвоено звание Героя Социалистического Труда с вручением ордена Ленина и Золотой медали «Серп и Молот».
В октябре 1943 года Макаров переводится на довоенное место работы, на должность начальника Витебского отделения движения. Вместе с коллективом отделения он проявил максимум усилий, изобретательности, стойкости и мужества при транспортном обеспечении операции «Багратион» по освобождению Белоруссии 23 июня — 29 августа 1944 года.
До октября 1946 года возглавлял отделение движения. Затем до выхода на пенсию в марте 1966 года возглавлял Витебское отделение Белорусской магистрали.
Жил в городе Витебске. Почётный гражданин города Витебска. Скончался 26 июня 1975 года.
Награждён двумя орденами Ленина, двумя орденами Трудового Красного Знамени, медалями, тремя знаками «Почетному железнодорожнику».
В городе Витебск его именем названа улица. В локомотивном депо Витебск Белорусской железной дороги эксплуатируется тепловоз с именем «Николай Макаров».